# 2016–2017-es angol labdarúgókupa
A 2016–2017-es angol labdarúgókupa a világ legrégebbi versenysorozata, a The Football Association Challenge Cup, röviden FA-kupa 136. szezonja. A sorozat 2016. augusztus 6-án kezdődött és 2017. május 27-én ért véget. A döntőt a londoni Wembley Stadionban rendezik. Főtámogatója az Emirates légitársaság, címvédője a Manchester United. A sorozat győztese indulási jogot szerez a 2017–2018-as Európa-liga harmadik selejtezőkörébe, ha más módon nem került be egyik európai kupasorozatba sem.

## Csapatok
| Kör          | Dátum             | Mérkőzések száma | Csapatok | Új érkezők a körben |
| ------------ | ----------------- | ---------------- | -------- | ------------------- |
| Első kör     | 2016. október 17. | 40               | 124 → 84 | 48: 45.–92.         |
| Második kör  | 2016. november 7. | 20               | 84 → 64  | –                   |
| Harmadik kör | 2016. december 5. | 32               | 64 → 32  | 44: 1.–44.          |
| Negyedik kör | 2017. január 9.   | 16               | 32 → 16  | –                   |
| Ötödik kör   | 2017. január 30.  | 8                | 16 → 8   | –                   |
| Hatodik kör  | 2017. február 19. | 4                | 8 → 4    | –                   |
| Elődöntő     | később jelölik ki | 2                | 4 → 2    | –                   |
| Döntő        | 2017. április 23. | 1                | 2 → 1    | –                   |

## Külső hivatkozások
- Az FA-kupa a thefa.com-on